# Hardenberg
Hardenberg é uma cidade e um município dos Países Baixos, situado na província de Overissel. Tem 317,15 km² de área e sua população em 2020 foi estimada em 61.194 habitantes.